# Anita Botwin
Anita Botwin (Madrid, 1984) es una periodista y guionista española. Es conocida por su activismo en redes sociales como Twitter e Instagram en materias como el feminismo o la diversidad funcional.

## Trayectoria
Se licenció en Comunicación Audiovisual y tiene un máster en Creatividad y Guiones de Televisión por la Universidad Rey Juan Carlos. Ha trabajado como guionista de series y programas de televisión como El intermedio, Aída o Águila Roja, entre otros. Como periodista, escribe en varios medios de comunicación, y colabora como articulista en periódicos como CTXT, Diario Red, ElDiario.es, El Salto o Público, y en las revistas La Marea, Pikara Magazine o Vice. Ha participado también en el programa de radio Carne cruda.
Botwin se dio a conocer por su participación activa en las protestas del Movimiento 15-M y, posteriormente, por la visibilización de la enfermedad de la esclerosis múltiple, que padece. Desarrolla su activismo político escribiendo sobre diversidad funcional, feminismo y sexualidad.
En 2022, Botwin publicó su libro Pies de elefante, prologado por la periodista Olga Rodríguez, donde describe su experiencia tras diez años como persona diagnosticada con esclerosis múltiple. El título hace referencia a la sensación de pesadez y cansancio que ella sentía en sus extremidades antes de tener un diagnóstico de la enfermedad.

## Obra
- 2022, Pies de elefante. Editorial Ariel. (ISBN 978-84-344-3585-8)
- 2024, La fragilidad de los cuerpos.
- edicionesb_es penguinlibros (ISBN:978-84-666-7590-1)